# Promozione 1949-1950
La Promozione 1949-1950 fu la seconda edizione di questa categoria calcistica italiana a disputarsi a carattere interregionale.
Il campionato era gestito da tre leghe interregionali distinte denominate "Lega Interregionale Nord", avente sede a Torino, "Lega Interregionale Centro", avente sede a Firenze, e "Lega Interregionale Sud", avente sede a Napoli. In totale furono 213 le squadre partecipanti.
Il campionato partì a ranghi ridotti, dato che il Consiglio federale del 6 ottobre deliberò il blocco dei ripescaggi, onde esaltare al massimo i verdetti dei campi.
Il regolamento metteva in palio 12 posti per la Serie C, sei per le società del Nord, quattro per il Centro e due per il Sud. Per quanto riguarda le retrocessioni, invece, la Federazione non stabilì un criterio preciso, limitandosi a preannunciare un indeterminato numero elevato di bocciature onde far fronte all'arrivo di numerose società causato dalla progettata riduzione della Serie C.
Nel corso dell'estate del 1950, inoltre, altre 3 squadre furono ammesse dalla F.I.G.C. in Serie C: due erano le protagoniste delle contestate retrocessioni a tavolino al termine dell'edizione 1948-1949 della terza serie, il Vigevano e l'Avellino, chiudendo così le polemiche che si erano trascinate dietro, e l'ultima fu la Casertana, che era stata privata della promozione solo dal sorteggio della monetina.

## Lega Interregionale Nord
La Lega Interregionale Nord aveva sede a Torino e organizzava un campionato composto da sei gironi e 101 squadre, di cui 74 già affiliate alla Lega, 23 neopromosse dalle leghe regionali e 4 neoretrocesse dalla lega nazionale.
 Partecipanti 

 Girone A 
- C.S. Coneglianese
- U.S. Itala San Marco (R)
- A.C. Edera Monfalconese
- C.R.D.A. Monfalcone[5] (R)
- A.C. Montebelluna (N)
- A.C. Palmanova
- A.C. Pieris (R)
- C.S. Ponziana
- A.P. Portogruarese
- U.C. Pro Cervignano
- S.A.I.C.I. Torviscosa
- S.S. Sangiorgina
- S.S. San Giovanni Trieste
- U.S. Sanvitese
- A.S. Sant'Anna Trieste
- A.C. Vital Fossalta (Fossalta di Piave) (R)

 Girone B 
- U.S. Adriese (R)
- U.S. Audace
- A.C. Badia Polesine
- A.C. Bassano
- U.S. Cadidavid (R)
- U.S. Cerea
- C.S. Dolo
- G.S. Giorgione
- U.S. Feltrese (R)
- C.S. Lanerossi Schio
- A.C. Legnago
- G.S. Mira
- U.S. Miranese
- A.C. Pellizzari
- U.S. Rovereto
- A.C. Thiene
- A.C. Trento

 Girone C 
- A.C. Beretta (Gardone Val Trompia) (R)
- U.S. Ardens
- U.S. Breno
- A.C. Cantù
- A.S. Chiari
- A.C. Lecco
- U.S. Mariano
- A.C. Meda
- A.C. Menaggio
- A.S. Merate (R)
- C.R.A.L. A.T.M. Sezione Calcio (R)
- U.S. Melzo
- U.S. Olginatese
- A.S. Orceana (R)
- C.S. Trevigliese
- U.S. Vimercatese
- A.S. Vis Nova Giussano

 Girone D 
- F.B.C. Abbiategrasso
- U.S. Angerese
- F.B.C. Casteggio
- A.C. Codogno
- U.S. Corsico
- A.C. Fidenza
- Pol. Gaviratese (R)
- F.B.C. Laveno
- U.S. Mottese (Motta Visconti) (R)
- U.S. Novatese (Novate Milanese) (R)
- A.S. Olgiatese (Olgiate Comasco) (R)
- S.S. Olubra (Castel San Giovanni)
- U.S. Paderno (Paderno Dugnano) (R)
- Rhodense Calcistica
- F.B.C. Saronno
- S.S. Sommese (Somma Lombardo)
- U.S. Soresinese
- A.C. Vigevano (N)

 Girone E 
- Acqui U.S.
- U.S. Aosta
- U.S. Barcanova (Torino) (R)
- U.S. Coggiola
- U.S. Condovese (R)
- F.B.C. Corbetta (R)
- S.S. Cuggiono
- Ass. Cuneo Sportiva
- Gattinara F.C.
- S.S. Ghemmese (R)
- A.C. Magenta (N)
- U.S. Pray
- U.S. Saviglianese
- U.S. Stella Alpina (Ponzone di Trivero)
- U.S. Trinese
- Verbania Sportiva

 Girone F 
- S.C. Alassio
- U.S. Albenga
- U.S. Bolzanetese
- A.S. Borgotarese
- A.S. Corniglianese
- A.C. Entella
- Imperia Sportiva
- U.S. Lavagnese
- G.S. Liberi Sestresi (Sestri Ponente) (R)
- O.T.O. Spezia (R)
- U.S. Pontedecimo
- A.C. Rapallo Ruentes
- U.S. Sampierdarenese (R)
- U.S. Sestri Levante (N)
- F.B.C. Speranza
- Vado F.B.C.
- Varazze F.B.C.

## Lega Interregionale Centro
La Lega Interregionale Centro aveva sede a Firenze e organizzava un campionato composto da quattro gironi e 67 squadre, di cui 51 già affiliate alla Lega, 13 neopromosse dalle leghe regionali e 3 neoretrocesse dalla lega nazionale.
Partecipanti

 Girone G 
- S.P. Alma Juventus Fano
- U.S. Altedo
- Pro Calcio Barbieri (N)
- C.A. Faenza
- Ferrovieri Calcio (Bologna)
- A.C. Forlimpopoli
- U.S. Forti e Liberi
- U.S. Medicinese (R)
- A.C. Minatori (Perticara)
- A.S. Portuense (R)
- U.S. Ravenna
- A.C. Riccione
- U.S. Russi
- U.S. Salsomaggiore
- Pol. Scandiano (R)
- Pol. Vigor Senigallia
- S.P. Vis Sauro Pesaro

 Girone H 
- A.S. Ardenza (R)
- A.S. Cecina
- A.C. Colligiana
- U.S. Santa Croce
- S.S. Lanciotto Ballerini
- U.S. Massese (N)
- U.S. Orbetello
- U.S. Pietrasanta
- U.S. Poggibonsi
- U.S. Pontassieve
- U.S. Pontedera
- U.S. Sangiovannese
- U.S. San Vincenzo (San Vincenzo) (R)
- S.S. Scintilla (Riglione)
- A.S. Sestese
- G.S. Tettora
- A.S. Viareggio (N)

 Girone I 
- U.S. Albatrastevere[7]
- S.S. A.L.M.A.S.
- A.S. Anzio (R)
- S.S. Artiglio (R)
- U.S. Casilina (R)
- B.P.D. Colleferro
- U.S. Civitavecchiese
- S.S. Formia
- A.S. Fortitudo
- A.S. Frosinone
- A.S. Monreale Italpiombo (San Gavino Monreale) (R)
- U.S. Monteponi (R)
- A.C. Az. Montevecchio
- S.S. Poligrafico (Roma)
- S.S. Romana Gas (Roma)
- S.S. San Lorenzo (San Lorenzo (Roma))
- U.S. Sora
- G.S. S.T.E.F.E.R. Roma

 Girone L 
- A.S. Ascoli
- A.S. Castel di Sangro[8] (R)
- U.S. Castelfidardo (R)
- S.S. Chieti
- S.S. Cartiera Miliani
- U.S. Fermana
- Pol. Forza e Coraggio
- S.S. Lanciano
- A.S. L'Aquila
- S.S. Marsciano (R)
- S.P. Rosetana
- A.S. Teramo
- U.S. Tolentino
- S.S. Vastese
- S.S. Virtus Spoleto[9]

## Lega Interregionale Sud
La Lega Interregionale Sud aveva sede a Napoli ed organizzava un campionato composto da tre gironi: tale numero vigeva tuttavia in deroga permanente all'assegnato numero di due soli gruppi, e questo fatto si rifletteva nelle particolari regole relative a promozioni e retrocessioni. Le squadre partecipanti erano 45 in totale, di cui 37 già affiliate alla Lega, 6 neopromosse dalle leghe regionali e 2 neoretrocesse dalla lega nazionale.
 Partecipanti 

 Girone M 
- Pol. Acerrana (R)
- U.S. Angri
- U.S. Avellino (N)
- U.S. Casertana
- S.S. Ercolanese
- U.S. Gladiator
- A.C. Ilva Bagnolese
- S.S. Maddalonese
- U.S. Paganese (R)
- S.S. Portici
- A.P. Puteolana
- C.R. dei Lavoratori S.E.T.
- A.S. Sorrento
- Pol. Turris
- S.S. Virtus Frattese

 Girone N 
- U.S. Ariano
- U.S. Audace
- U.S. Audace
- S.S. Barletta
- A.S. Bisceglie
- U.S. Campobasso
- G.S. CRAL Incedit
- U.S. Lucera (R)
- U.S. Antonio Toma Maglie
- U.S. Manduria
- A.S. Martina (R)
- A.S. Molfetta
- S.C. Monticchio Potenza (N)
- U.S. San Pietro (San Pietro Vernotico)
- U.S. Serenissima

 Girone O 
- A.C. Agrigento
- A.S. Caltagirone
- A.S. Canicattì
- G.S. Folgore Castelvetrano
- Comitato Sportivo Pro Enna
- A.C. Licata
- U.S. Mazara (R)
- Naxos (Giardini-Naxos) (R)
- U.S. Nissena
- U.S. Notinese
- U.S. Palmese
- U.S. Sciacca
- U.S. Spadaforese
- A.S. Termini
- Vigor Nicastro